# Ручной противотанковый гранатомёт

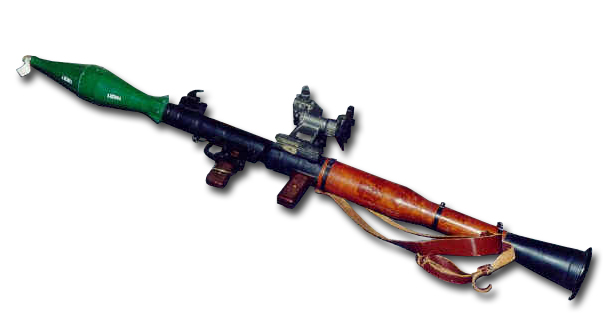
Гранатомёт РПГ-7

Ручной противотанковый гранатомёт (РПГ)  — разновидность индивидуального стрелкового оружия (гранатомёт), предназначенная для уничтожения танков, броневых и иных целей реактивными гранатами.
В настоящее время является средством стрелков (пехоты) не только для борьбы с броневым и танковым вооружением и техникой противника, но и для уничтожения огневых точек и прочих укреплений. Развитие РПГ приблизило стрелковые (пехотные) части по огневой мощи к бронетанковым и мотострелковым войскам.
В отличие от ряда иных военных терминов, пришедших в русский военный лексикон из-за рубежа вместе с обозначаемыми ими понятиями и явлениями, словосочетание «ручной противотанковый гранатомёт» является сугубо русскоязычным, породившим иностранные заимствования. Так, например, английская аббревиатура «RPG» (англ. rocket-propelled grenade — «реактивная граната») является транслитерированным бэкронимом от «РПГ», подогнанным под уже существующее выражение. Следует, однако, учитывать, что выражения «граната» и «гранатомёт» в государствах НАТО применяются только к гранатомётам безоткатного типа со стволом многоразового использования, типа советского РПГ-7 или шведского «Карла Густава»; все остальные образцы с одноразовым или многоразовым пусковым устройством, но расходуемой пусковой трубой, именуются «ракетомётами» (англ. rocket launcher). Аналогичным образом обстоят дела и в СССР/России, где одноразовые гранатомёты называются РПГ, но читается данный акроним не как «Ручной Противотанковый Гранатомёт», а как «Реактивная Противотанковая Граната».

## Бронепробиваемость
Практически ни один из ручных противотанковых гранатомётов NATO — OTAN 1970-х — 1980-х годов, особенно лёгкие одноразовые РПГ типа LAW в весовой категории до 14 фунтов (6,35 кг), не обеспечивал пробивания лобовой брони современных им советских основных танков, оснащённых динамической защитой, поэтому в англоязычных странах в указанный период наметился отказ от выражения «противотанковый» (antitank) в пользу менее конкретизированного прилагательного «противоброневой» (antiarmor), подразумевающей применение не только и не столько против танков, сколько против бронетехники вообще. В этом отношении проще было немецкоязычным странам, где два указанных понятия обозначаются одним словом (Panzerabwehr). Тем не менее, как отметил Заместитель начальника штаба Армии США по научно-исследовательской работе генерал-майор Лоуренс Скибби, 2⁄3 случаев стрельбы вьетнамских партизан по американским танкам в ходе Вьетнамской войны, сирийских пехотинцев по израильским танкам в ходе Четвёртой арабо-израильской войны приходилось на обстрел с флангов или с кормы, которые всегда были менее защищены, чем лобовая часть тяжёлой бронетехники. Аналогичный показатель давали результаты военных учений и многочисленные исследования с применением методов компьютерного и математического моделирования боевых действий, поэтому о боевой эффективности ручных противотанковых гранатомётов не следует судить сугубо по показателям бронепробиваемости, но следует закладывать статистику фактических случаев обстрела/поражения единиц бронетехники из РПГ.

## Список РПГ (СССР и Россия)
| Год   | Название модели | Калибр, мм | Прицельная дальность стрельбы, м | Бронепробиваемость, мм | Преодоление динамической защиты | Преодоление комплексов активной защиты |
| ----- | --------------- | ---------- | -------------------------------- | ---------------------- | ------------------------------- | -------------------------------------- |
| 1947  | РПГ-2           | 40         | 100                              | 180                    | Не обеспечено                   | Не обеспечено                          |
| 1961  | РПГ-7           | 70-105     | 700 (ОГ-7В, 1998 г.)             | 750 (ПГ-7ВР, 1988 г.)  | Обеспечено (ПГ-7ВР, 1988 г.)    | Не обеспечено                          |
| 1970  | РПГ-16          | 58,3       | 800                              | 320                    | Не обеспечено                   | Не обеспечено                          |
| 1972  | РПГ-18          | 64         | 200                              | 300                    | Не обеспечено                   | Не обеспечено                          |
| 1979  | РПГ-22          | 73         | 250                              | 400                    | Не обеспечено                   | Не обеспечено                          |
| 1985  | РПГ-26          | 72,5       | 250                              | 440                    | Не обеспечено                   | Не обеспечено                          |
| 1989  | РПГ-27          | 105        | 200                              | 600                    | Обеспечено                      | Не обеспечено                          |
| 2007  | РПГ-28          | 125        | 300                              | 900 (за ДЗ)            | Обеспечено                      | Не обеспечено                          |
| 1989  | РПГ-29          | 105        | 450                              | 650                    | Обеспечено                      | Не обеспечено                          |
| 2008  | РПГ-30          | 105        | 200                              | 600                    | Обеспечено                      | Обеспечено                             |
| 2010+ | РПГ-32          | 72,5-105   | 700                              | 650/750 (за ДЗ/без ДЗ) | Обеспечено                      | Не обеспечено                          |